# Рудник Проні
Рудник Проні — колишній гірничодобувний майданчик у Меланезії на острові Нова Каледонія (заморське володіння Франції).
Розробка залізних покладів в районі затоки Проні стартувала в 1955 році. Руда відносилась до багатих — 55–58 % заліза — та вилучалась за допомогою бульдозерів із приповерхневого шару. В той же час, вона мала високий вміст інших компонентів — хрому (2–5 t% Cr2O3), нікелю (0.2–0.3 % NiO) та алюмінію, а тому по прибутті до Австралії потребувала змішування з іншим типом залізної руди для досягнення необхідних металургам характеристик. У цілому, початок розробки цих покладів був значним чином викликаний потребою забезпечити вантажем на зворотній рейс судна, що доправляли австралійське вугілля для роботи нікелеплавильного заводу в Доніамбо.
Робота рудника тривала до 1968 року та в підсумку була припинена через наявність у руді зазначених вище домішок. За цей період залучили до розробки 2,6 км2 території та вилучили 3176 тисяч тонн руди (також відомо, що видобуток в 1958 та 1960 роках становив 295 та 276 тисяч тонн відповідно).